# Blossia namaquensis
Blossia namaquensis es una especie de arácnido  del orden Solifugae de la familia Daesiidae.

## Distribución geográfica
Se encuentra en Namibia y en el sur de África.